# Puritan Motor Car Company

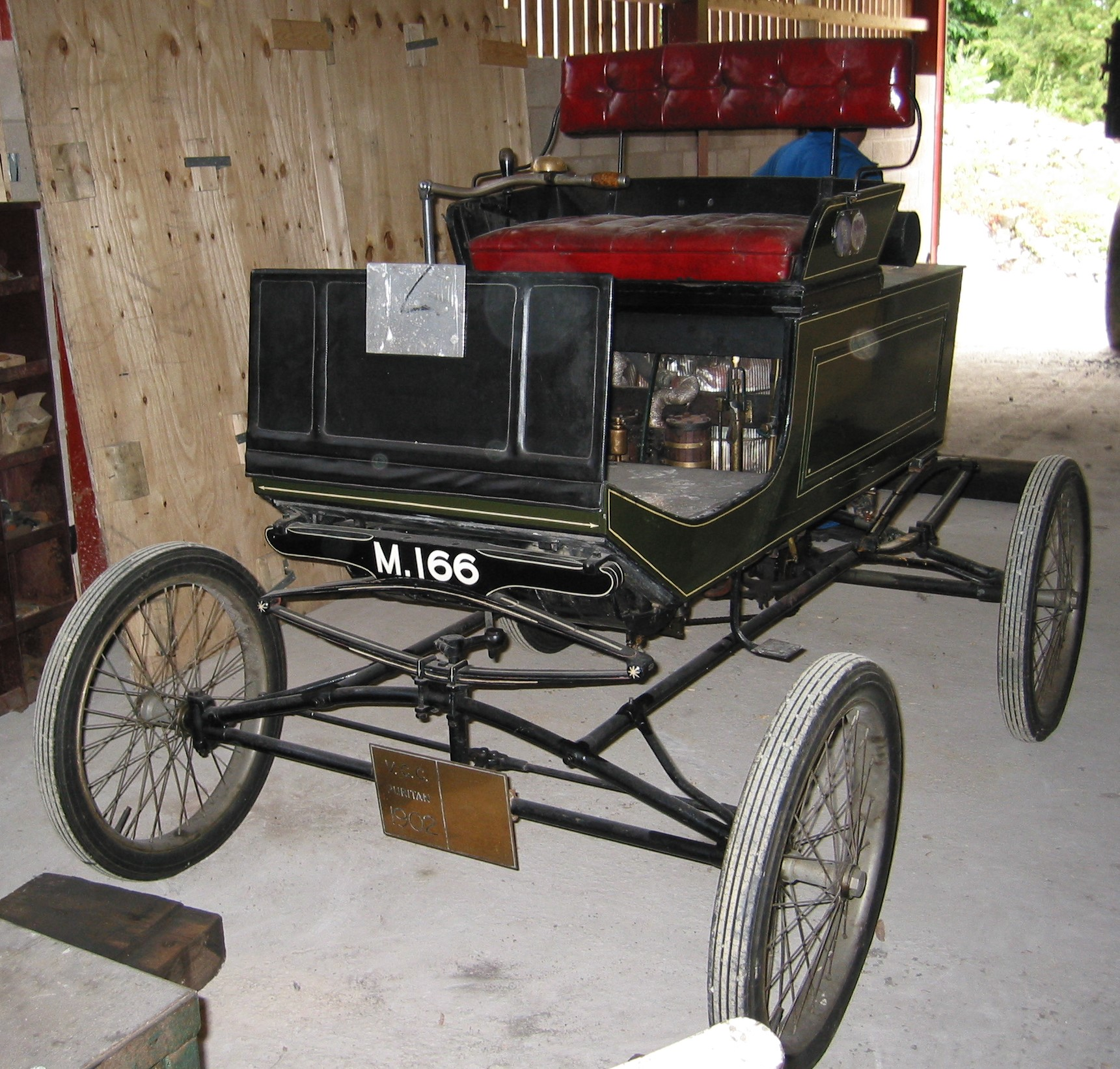
Puritan von 1902

Puritan Motor Car Company war ein US-amerikanischer Hersteller von Automobilen.

## Unternehmensgeschichte
Albert N. Locke stellte mit seiner Locke Regulator Company Motoren, Getriebe und Achsen her. Im Juni 1902 entstand sein erster Dampfwagen. Im gleichen Monat gründete er das separate Unternehmen zur Fahrzeugherstellung und -vermarktung sowie als Autohaus. Charles S. Smith wurde Präsident und Joseph B. Dow Schatzmeister. Der Sitz war in Salem in Massachusetts. Sie begannen im Werk der Locke Regulator Company mit der Produktion von Automobilen. Der Markenname lautete Puritan.
1904 gab es Pläne zur Produktion von Fahrzeugen mit Ottomotoren. Diese wurden nicht umgesetzt. Stattdessen wurden Fahrzeuge von Waddington & Sons aus England importiert. 1905 endete die Produktion.

## Fahrzeuge
Hergestellt wurden ausschließlich Dampfwagen. Sie hatten einen Dampfmotor mit zwei Zylindern, der 6 PS leistete. Er trieb über eine Kette die Hinterachse an. Das Fahrgestell hatte 183 cm Radstand. Der Aufbau war ein Runabout mit zwei Sitzen. Ungewöhnlich für die damalige Zeit war das Gaspedal für Fußbetrieb und das Lenkrad auf einer klappbaren Lenksäule, um Ein- und Ausstieg zu erleichtern.
Ein Fahrzeug von 1902 mit dem britischen Kennzeichen M 166 stand 2005 in der Ausstellung von Levens Hall in Cumbria in England. Am 8. Oktober 2014 wurde es auf einer Auktion angeboten und für 46.480 Pfund Sterling versteigert. Nach Angaben des Auktionshauses befanden sich zu dem Zeitpunkt zwei Fahrzeuge dieser Marke im Vereinigten Königreich.